# Метеоритная коллекция Российской академии наук
Метеоритная коллекция РАН — одно из крупнейших музейных собраний метеоритов в России.

## История

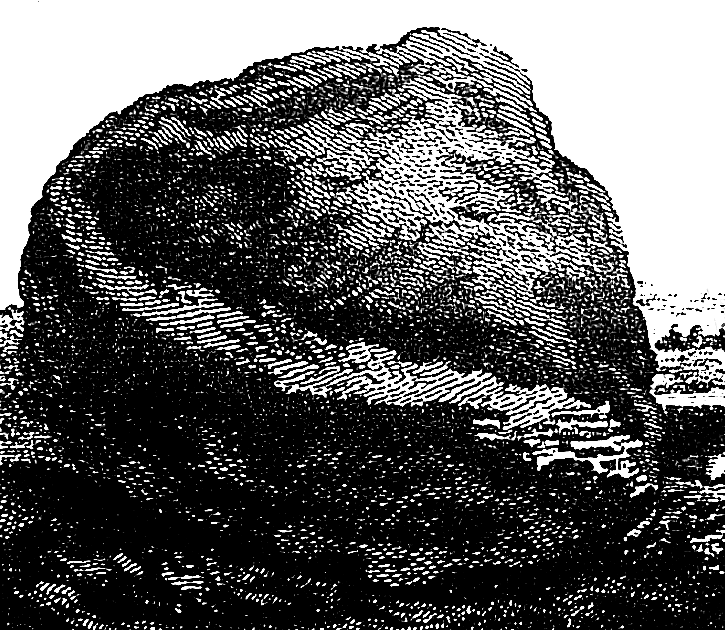
Палласово железо

Коллекция основана в 1749 году, после обнаружения в Сибири железного метеорита Палласово железо.
Организованный сбор метеоритов начал осуществлять Комитет по метеоритам при Академии наук СССР.

## Описание

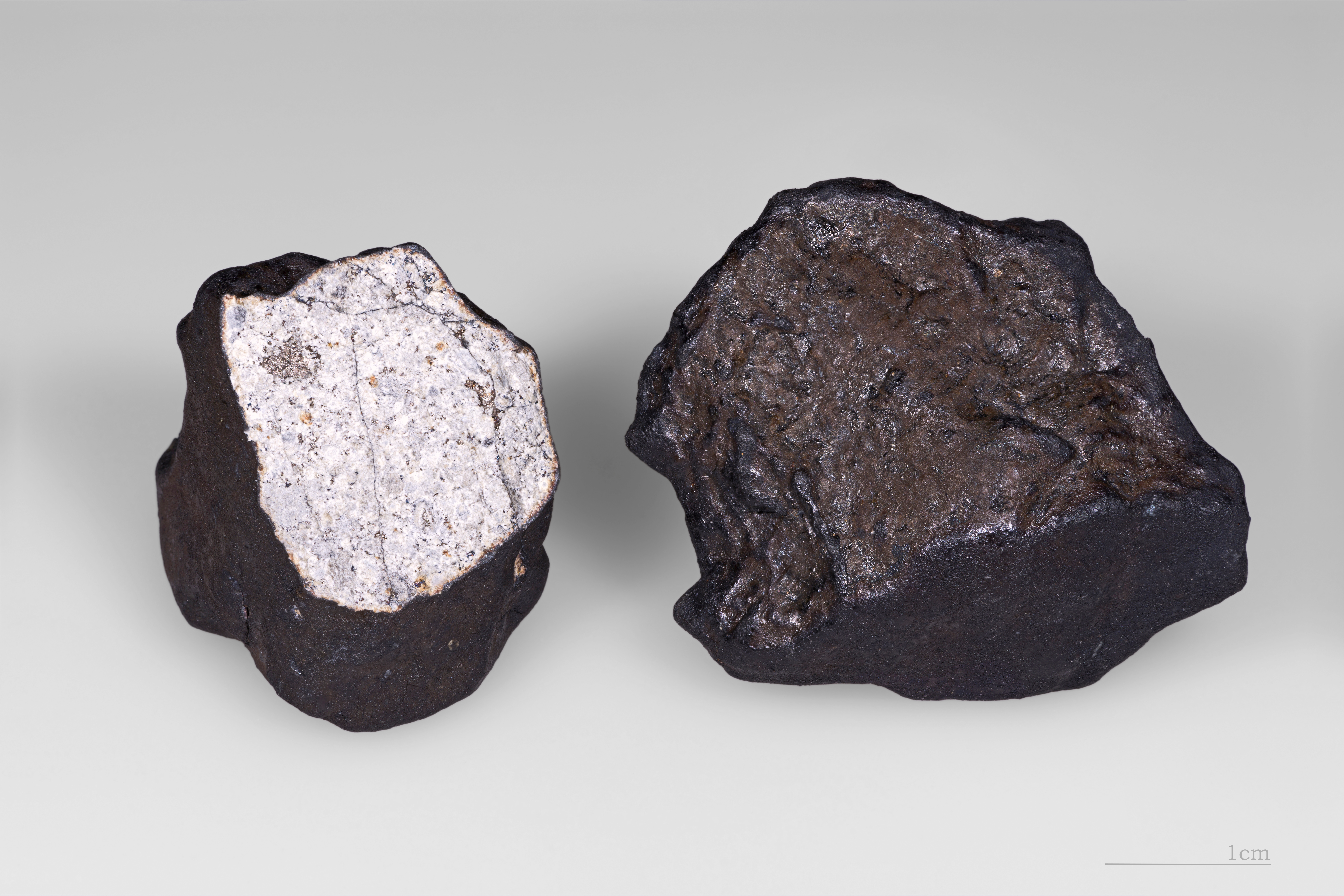
Челябинск (метеорит)

Коллекция содержит более 16 тысяч образцов всех типов метеоритов из 45 стран. Она была собрана экспедициями Академии наук, музеями и Комитетом по метеоритам.
Коллекция метеоритов хранится в:
- Музее внеземного вещества в Институте геохимии и аналитической химии им. В. И. Вернадского РАН.
- Минералогический музей им. А. Е. Ферсмана РАН, тематическая коллекция.
- Государственный геологический музей имени В. И. Вернадского РАН, отдельные образцы.

## Образцы метеоритов
В коллекции метеориты делятся на группы: хондриты, ахондриты, энстатитовые, углистые, железные, железокаменные и аномальные.
Примеры образцов и их классификация:
Железные метеориты:
- Zacatecas
- Charcas

Метеориты хондриты:
- Zavid

Железно-каменные метеориты:
- Палласово железо
- Admire